# طويل دراز (تشغابور)
طويل دراز (بالفارسية: طویل‌دراز) هي قرية تقع في إيران في قسم تشغابور الريفي. يقدر عدد سكانها بـ 15 نسمة بحسب إحصاء 2016.